# Beloslava da Bulgária
Beloslava (em búlgaro:  Белослава) foi uma princesa búlgara e rainha consorte da Sérvia entre 1234 e 1243, esposa do rei Estêvão Vladislau I.

## História
Beloslava era filha do czar João Asen II da Bulgária e sua primeira esposa, Ana (Anísia), mencionada no Sinódico da Igreja Búlgara. Ele e Ana tiveram ainda outra filha, Maria, que se casou com Manuel de Epiro. É possível que as duas fossem filhas ilegítimas do czar, pois seu primeiro casamento com Ana não foi reconhecido pela Igreja Búlgara. Contudo, não havia dúvidas sobre o nascimento nobre de Beloslava e Maria e, portanto, ambas foram princesas e se casaram com pessoas do mais alto nível aristocrático.
Depois da Batalha de Klokotnitsa, a Bulgária se tornou o mais poderoso estado nos Bálcãs e Beloslava foi dada em casamento ao príncipe (knez) sérvio Estêvão Vladislau num casamento arranjado pelo tio dele, Rastko Nemanjić para assegurar boas relações entre o Reino da Sérvia e o Império Búlgaro.
Em 1234, um golpe de estado apoiado pelos búlgaros na Sérvia derrubou o rei Estêvão Radoslau, genro e protegido do déspota Teodoro do Epiro, e colocou no trono Estêvão Vladislau, que era meio-irmão de Radoslau. Beloslava se tornou assim a rainha consorte da Sérvia.
A influência política búlgara na Sérvia terminou depois da morte do czar João Asen II durante as invasões dos tártaros à Europa ocidental. Em 1243, Vladislau foi deposto pelo seu irmão mais novo, Estêvão Uresis I, e Beloslava fugiu para Ragusa, onde se refugiou. O novo rei sérvio insistiu para que ela fosse mantida sob estrito controle pelas autoridades ragusanas e recebeu como resposta um juramento por escrito de que ele jamais receberia permissão de voltar à Sérvia.
Logo o conflito entre Vladislau e Uresis I se resolveu. Depois de negociações, o primeiro renunciou ao trono e Uresis permitiu-lhe que governasse Zeta como governador, ainda que com o título de "rei". Porém, não demorou para que Beloslava retornasse para a Sérvia e se juntasse a ele em Zeta, também com o título de "rainha".

## Família
Beloslava e Estêvão tiveram três filhos:
- Estêvão
- Dessa, um zupano
- Uma filha de nome desconhecido que se casou com um nobre dos Balcãs